# Jan Mikołaj Andruszewicz
Jan Mikołaj Andruszewicz Pudełko (zm. między 18 września 1501 a  30 maja 1502) – duchowny rzymskokatolicki, absolwent Akademii Krakowskiej. Pełnił funkcję kanonika, a następnie archidiakona wileńskiego. Od 2 grudnia 1491 biskup łucki. Podczas jego rządów miał miejsce pożar Łucka (1497). 
24 lipca 1499 roku podpisał w Wilnie akt odnawiający unię polsko-litewską.